# Tönne Göransson (Gyllenmåne)
Tönne Göransson (Gyllenmåne), var en svensk ståthållare och militär.

## Biografi
Tönne Göransson var son till Göran Hansson och Märta Tönnesdotter på Högsjögård. Han var från 1594 till 1596 ståthållare på Stockholms slott och var 1601, 1602, 1605 och 1606 ståthållare på Åbo slott. Tönne Göransson skickade därefter till Stockholm och blev därefter krigsråd. Han blev 1610 ståthållare på Kexholms fästning och över Kexholms län, samt fick fullmakt 1611. Fick därefter avsked på grund av ålderdom och blev 1613 ståthållare på Nyslott. Tönne Göransson avled och ätten utgick därmed med honom på svärdssidan. Ett vapen efter honom upphängdes i Sagu kyrka.

### Egendom
Tönne Göransson ägde Högsjögård i Västra Vingåkers socken.

### Familj
Tönne Göransson gifte sig första gången med Beata Arvidsdotter (död 1594), dotter till riddaren och riksrådet Arvid Trolle och Hillevi Knutsdotter (Sparre av Hjulsta och Ängsö). Beata Arvidsdotter var änka efter Bengt Månsson (Somme).
Han gifte sig andra gången med Anna Henriksdotter, dotter till riddaren och riksrådet Henrik Klasson (Horn) och Elin Arvidsdotter (Stålarm). Anna Henriksdotter var änka efter ståthållaren Lars Hermansson Fleming.